# Экстрофия мочевого пузыря
Экстрофия (от греч. εκστροφη — выворот) — это врождённый порок развития, при котором мочевой пузырь оказывается не внутри организма, а вывернут наружу  и представлен моче-пузырной пластинкой которая заполняет дефект передней брюшной стенки и сращена с его краями. Мочеиспускательный канал (уретра) также не сформирована и имеет  вид пластинки  отходящей от моче-пузырной пластинки (эписпадия). Моча  вытекает  наружу через отверстия мочеточников в нижней части моче-пузырной пластинки.

## Вероятность

### Экстрофия
Экстрофия считается довольно редким пороком и в среднем рождается 1 ребёнок с экстрофией на 30 000 новорождённых (частота может колебаться от 1:10 000 до 1:200 000). Тем не менее она может повторяться в семье. Так, вероятность рождения ещё одного ребёнка с экстрофией у тех же родителей по данным A.K. Ebert et al (2009)  составляет 0,3-2,8%.

## Лечение экстрофии

### Первичное закрытие мочевого пузыря
Ранее считалось, что в случае рождения ребёнка с экстрофией мочевого пузыря, коррекцию данного порока целесообразно выполнить в ранние сроки (первые 2—3 суток после рождения). Столь ранние операции обусловлены возможностью сведения костей лона у больных с экстрофией мочевого пузыря без остеотомии (пересечения подвздошных костей) — пока кости остаются пластичными. А сведение лонных костей, казалось, обеспечивает лучший эффект удержания мочи. Однако, гипотеза, что закрытие мочевого пузыря  сразу после рождения дает лучшие результаты лечения не подтвердилась,  и многие хирурги отказались в настоящее время от закрытия  у новорожденных. Более того, было доказано, что закрытие выполненное после одного месяца жизни сопряжено с меньшими рисками для ребенка, более легким течением послеоперационного периода, более коротким пребыванием в больнице и меньшим количеством осложнений .

### Удерживающая (континентная) стома(стома по Митрофанову или Янг-Монти)
В развитых странах  больные с экстрофией мочевого пузыря направляются к хирургам, имеющим   большой опыт проведения реконструктивных  операций.   Такой подход позволяет достигнуть лучших результатов лечения столь тяжёлой патологии.